# Basilique Saint-Eutrope

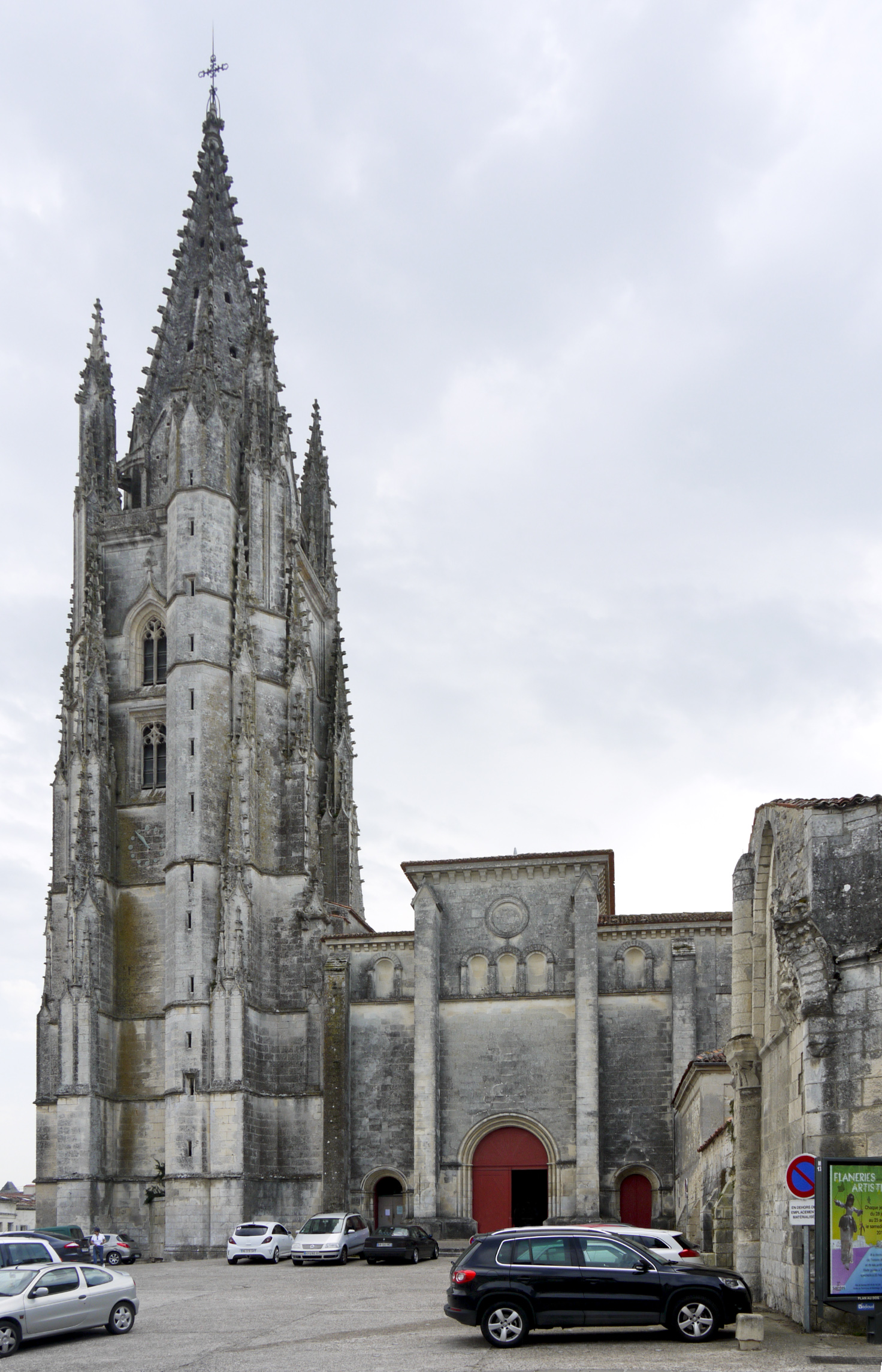
Saint-Eutrope

Saint-Eutrope är en tidigare klosterkyrka, belägen i västra delen av staden Saintes, en fransk stad i regionen Nouvelle-Aquitaine i departementet Charente-Maritime, på vänstra sidan av floden Charente och cirka 95 km norr om Bordeaux. Det är en romansk pilgrimskyrka från 1000–1100-talet. Kyrkans huvudskepp, med undantag för den södra väggen, förstördes i början av 1800-talet och byggdes sedan upp igen. Kyrkans klocktorn är byggt över norra tvärskeppet i sengotisk flamboyantstil. Sedan 1998 är kyrkan utmärkt som en del av Unescos världsarv "Camino de Santiago i Frankrike".

## Historia
Kulten av Sankt Eutropius omnämns av Gregorius av Tours i slutet av 500-talet. Hans grav besöktes av pilgrimer. I början av medeltiden byggdes där ett kloster. 
Från 1000-talet förvarades merparten av de heliga relikerna i sarkofagen i den undre kyrkan (kryptan), medan hans huvud förvarades i ett relikskrin i huvudkyrkan (övre kyrkan).

### Klostret och pilgrimskyrkan Saint Eutrope
Den senare pilgrimskyrkan föregicks av flera kyrkobyggnader och helgedomar som under de första århundradena byggdes över Sankt Eutropius grav. Känd är en kyrkogrund från 500-talet.
Mot slutet av den 1000-talet blev pilgrimsfärder längs Jakobsleden allt mer populära. Längs vandringsleden nyttjade pilgrimerna stora pilgrimskyrkor. Vid Saintes korsades flera pilgrimsrutter, Via Turonensis, med utgångspunkt i Paris, var en av de fyra viktigaste lederna i Frankrike. De befintliga kyrkorna i Saintes räckte inte till för de många pilgrimerna, som för det mesta övernattade i kyrkorna.
Så anförtrodde Guy-Geoffroy, greve av Poitou och hertig av  Aquitanien, 1081 åt tredje klosterkyrkan i Cluny i Burgund att med sakkunnig hjälp bygga en stor kyrka. Cluniacensermunkarna var nitiska underhållare av Jakobsleden och hade en stor betydelse för pilgrimsfärderna till Santiago de Compostella. Från Cluny skickade man ett sällskap på mer än tjugo benediktinermunkar till Saintes, för att organisera byggandet av kyrkan.
De började med kryptan och bedrev byggarbetena så framgångsrikt att efter bara 15 år kunde påven Urban II inviga helgedomen 1096. Färdigställda var då sidokoret och kryptan, en funktionsduglig byggnadsdel, som redan lät sig användas för munkarnas besök. Men byggarbetena drog trots allt ut till i början av 1100-talet. Parallellt med byggandet av kyrkan låg på sydsidan av långskeppet och tvärskeppet en konventsbyggnad som hörde till ett benediktinerpriorat.
Det sengotiska, 65 meter höga klocktornet i flamboyantstil byggdes mellan 1478 och 1496 på platsen för det norra tvärskeppet, som till största delen fick rivas. Då togs några av de romerska kapitälen bort. De kom dock att bevaras och visas nu i stadens arkeologiska museum. Tornbygget bekostades genom en gåva av kung Ludvig XI.
Under franska revolutionen (1798) blev den enkla sarkofagen med inskriptionen ”EUTROPIUS” bortförd från kryptan och skändad. Då försvann förmodligen också relikerna av helgonet, men detta har inte minskat attraktionen med hans grav.
Först 1842 kunde sarkofagen restaureras och återföras till sin plats i koret i kryptan under kyrkan.

## Kyrkobyggnaden

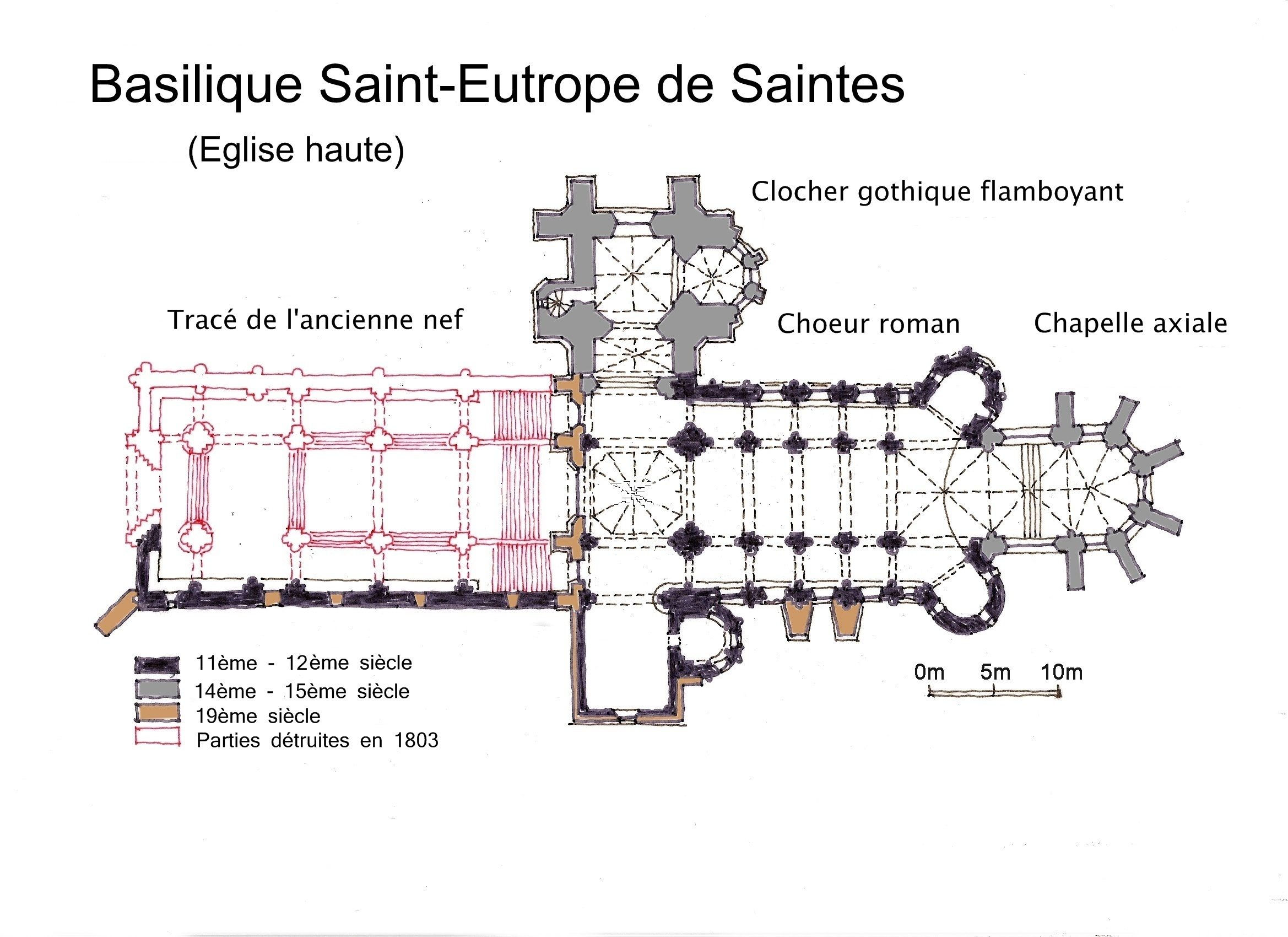
Planskiss av kyrkan och det tidigare långskeppet

Ungefärliga mått:
| Byggnadsdel            | ursprunglig | idag               |
| ---------------------- | ----------- | ------------------ |
| Totallängd             | 70,00 m     | 45,00 m            |
| Långskeppets längd     | 33,50 m     | ---                |
| Långskeppets bredd     | 18,00 m     | ---                |
| Sidokorets längd       | 27,50 m     | ---                |
| Sidokorets bredd       | 16,70 m     | ---                |
| Korutbyggnadslängd     | ---         | 3,50 m             |
| Tvärskeppets längd     | 35,30 m     | 39,30 m            |
| Tvärskeppets bredd     | 8,70 m      | 10,00 m (med torn) |
| Tornets höjd           | ---         | 65,00 m            |
| Romanska korets höjd   | 10,00 m     | 10,00 m            |
| Höjd under mittkupolen | 14,00 m     | 14,00 m            |

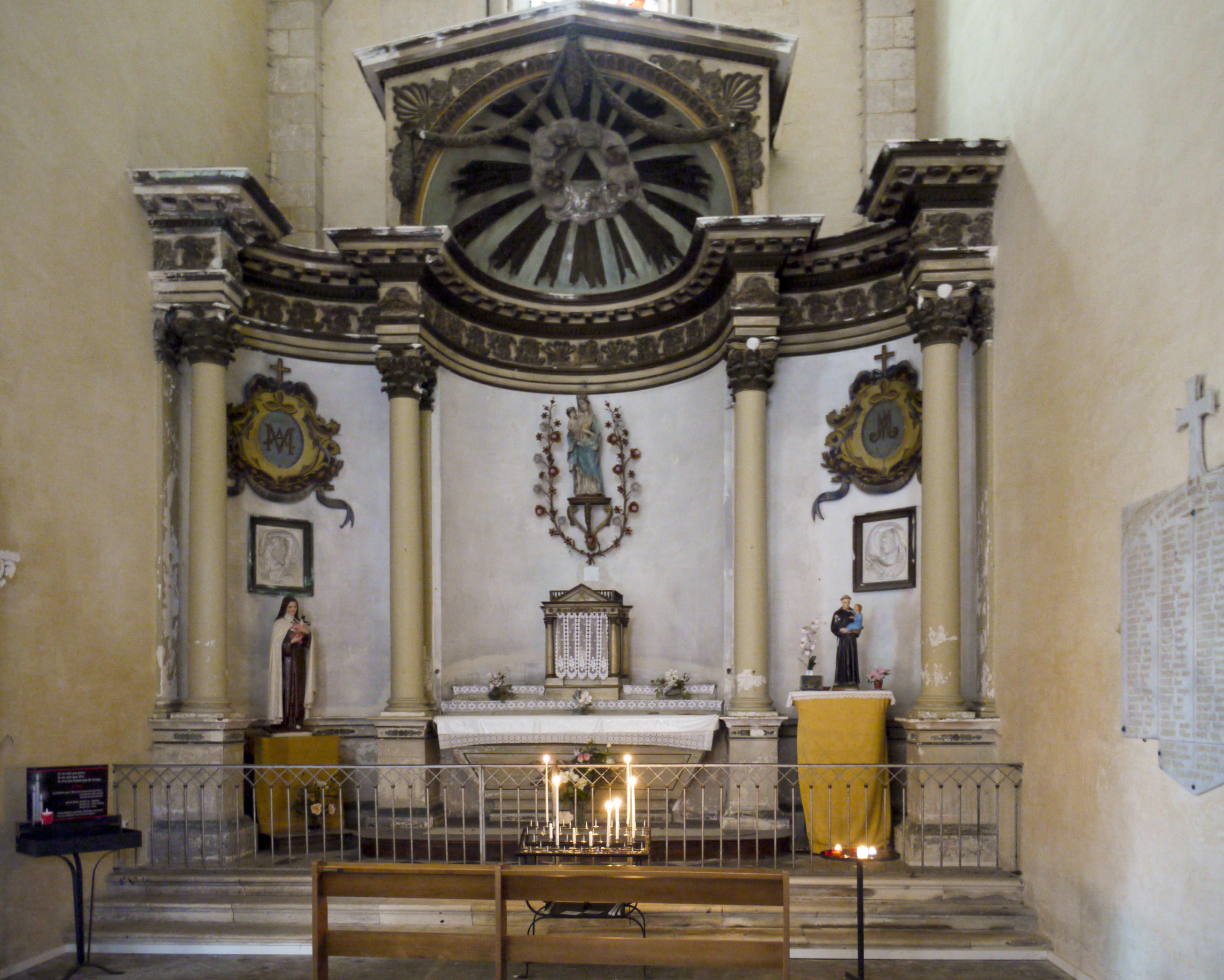
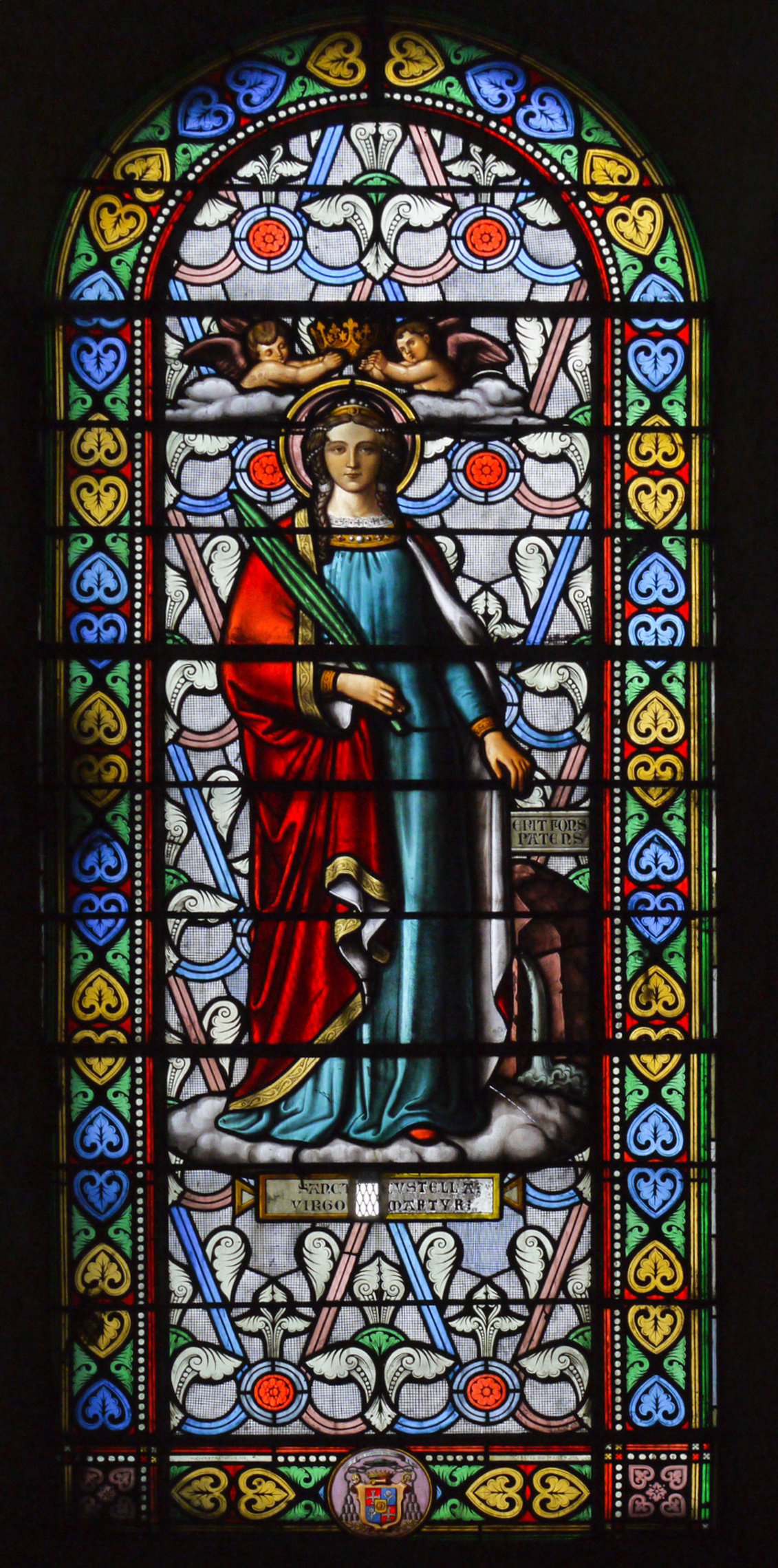
Eustella av Saintes
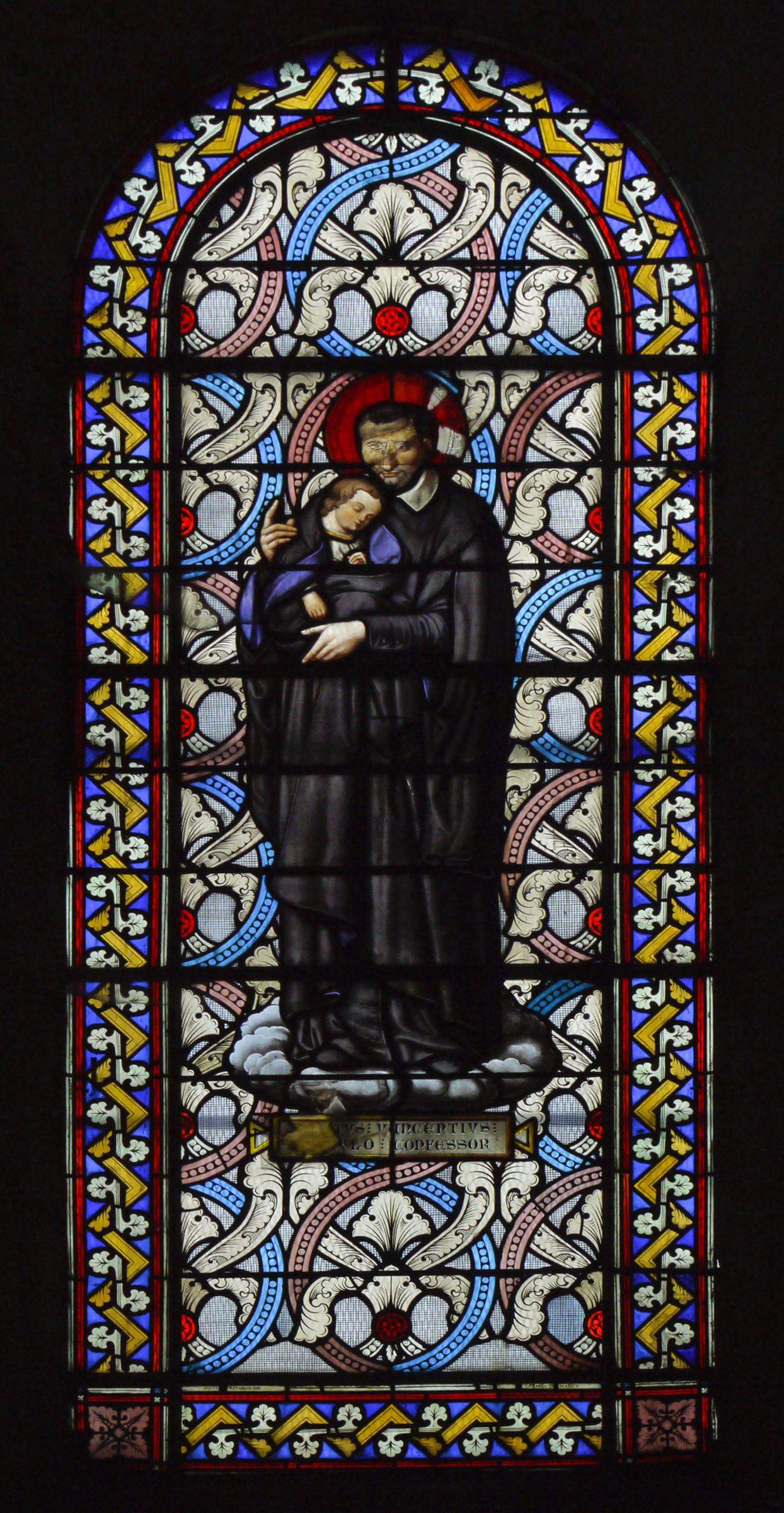
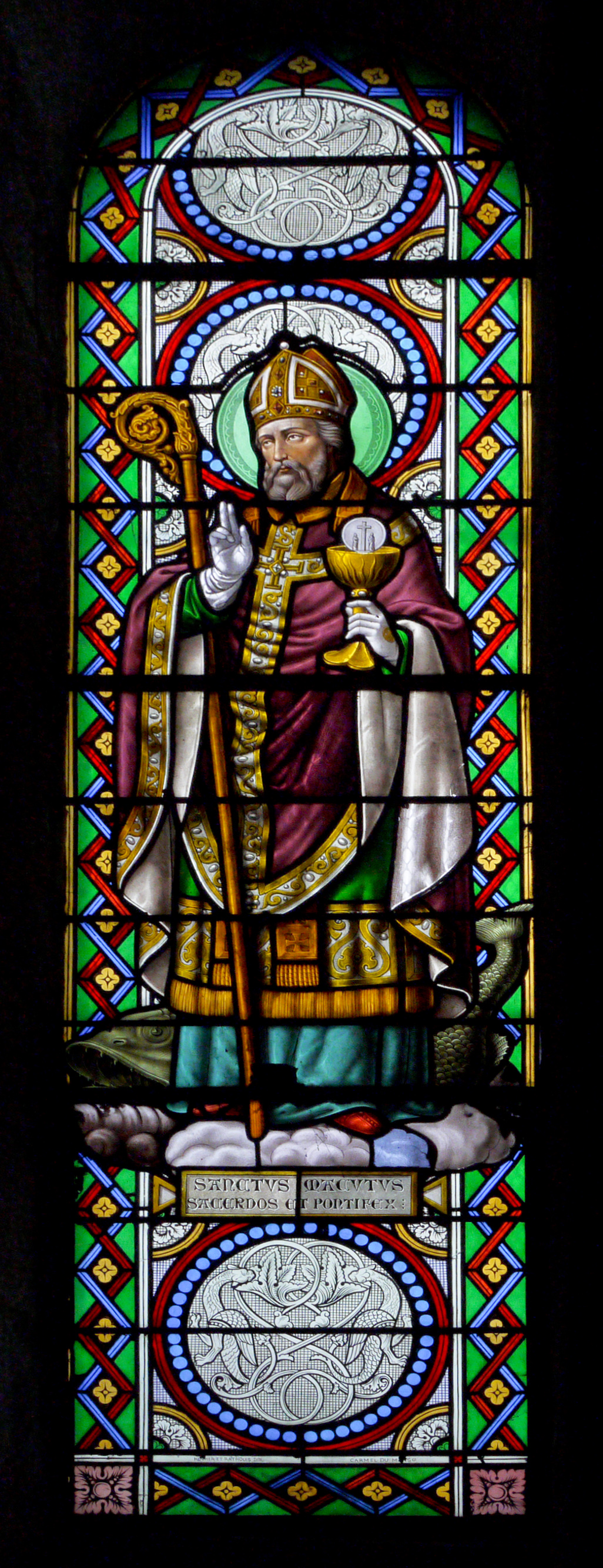

### En byggnad stympas
1789 dog den sista priorn av St Eutropius, Henri-Francois d'Aubourg. Cartulariet (kopialen) och stadgan för prioriatet beslagtogs av de revolutionära myndigheterna några månader senare och dömdes till att brännas offentligt under jakobinernas skräckregim regime de la terreur enligt lagen om "feodala värdepapper och vidskepelse" den 17 juli 1793. Den 10 augusti brändes de rullar som innehöll historien om Prioriatet ute på Place des Cordeliers, med undantag för några dokument som förvarades av en man vid namn Lacoste, ledamot i kommunstyrelsen.
Från 1792 gjordes ett konstaterande av oroande tecken på försämring. Sprickor hade dykt upp i olika delar av långhuset, valven och på flera pelare. Några år senare uttryckte tjänstgörande prästen sin oro för sin hjord, som fruktade att taket skulle kollapsa. Reparationerna uppskattades till 1500 francs, en summa – betydande på den tiden – som ingen verkade vara villig att betala. Endast ett fåtal röster hördes när prefekten Ferdinand Guillemardet den 25 september 1902 beordrade rivning av långhuset, vilket ohjälpligt stympade helgedomen.
Förstörelsen påbörjades den 8 januari 1803 och slutade efter några månader, rivningsmaterial återanvändes av intillboende. En solid vägg med öppning för en grind restes provisoriskt, innan den byttes ut 1831 mot en neo-romansk fasad, ritad av arkitekten Prévot. Kupolen byggdes också om i korset och ett parti av södra tvärskeppet.

### Byggandet av basilikan
Tre år senare, 1843, under restaureringsarbetet i kyrkan upptäcktes en minnesgravvård i sten med inskriptionen : "EVTROPIVS". Den kan dateras till 500-talet.
Följande år 1844 föll några stenar ned och framtvingade en akut renovering av tornet, som leddes av arkitekten Clerget.
Den 11 maj 1886 gavs kyrkan genom ett apostoliskt brev från påven Leo XIII epitetet ”mindre  basilika”.
På natten den 11–12 augusti 1983 blev basilikan offer för en anlagd brand, som delvis skadade övre kyrkan och klocktornet. Ett betydande renoveringsarbete utfördes, vilket ledde till återuppbyggnad av en sprucken dubbelbåge, rehabilitering av valvet som blivit försvagat av elden, medan väggarnas ytskikt rensades och möblerna delvis ersattes. Predikstolen som byggdes på artonhundratalet återställdes.
Den 24 maj 1986 tillägnades det nya altaret en högtidlig mässa av stiftet av biskopen i stiftet La Rochelle och Saintes Jacques David. Reliken av St Eutropius placerades i ett nytt relikvarium inbyggt i högaltaret.
1999 registrerades basilikan St Eutropius som världsarv av Unesco under Jakobsleder i Frankrike.

### Tvärskeppet i övre kyrkan

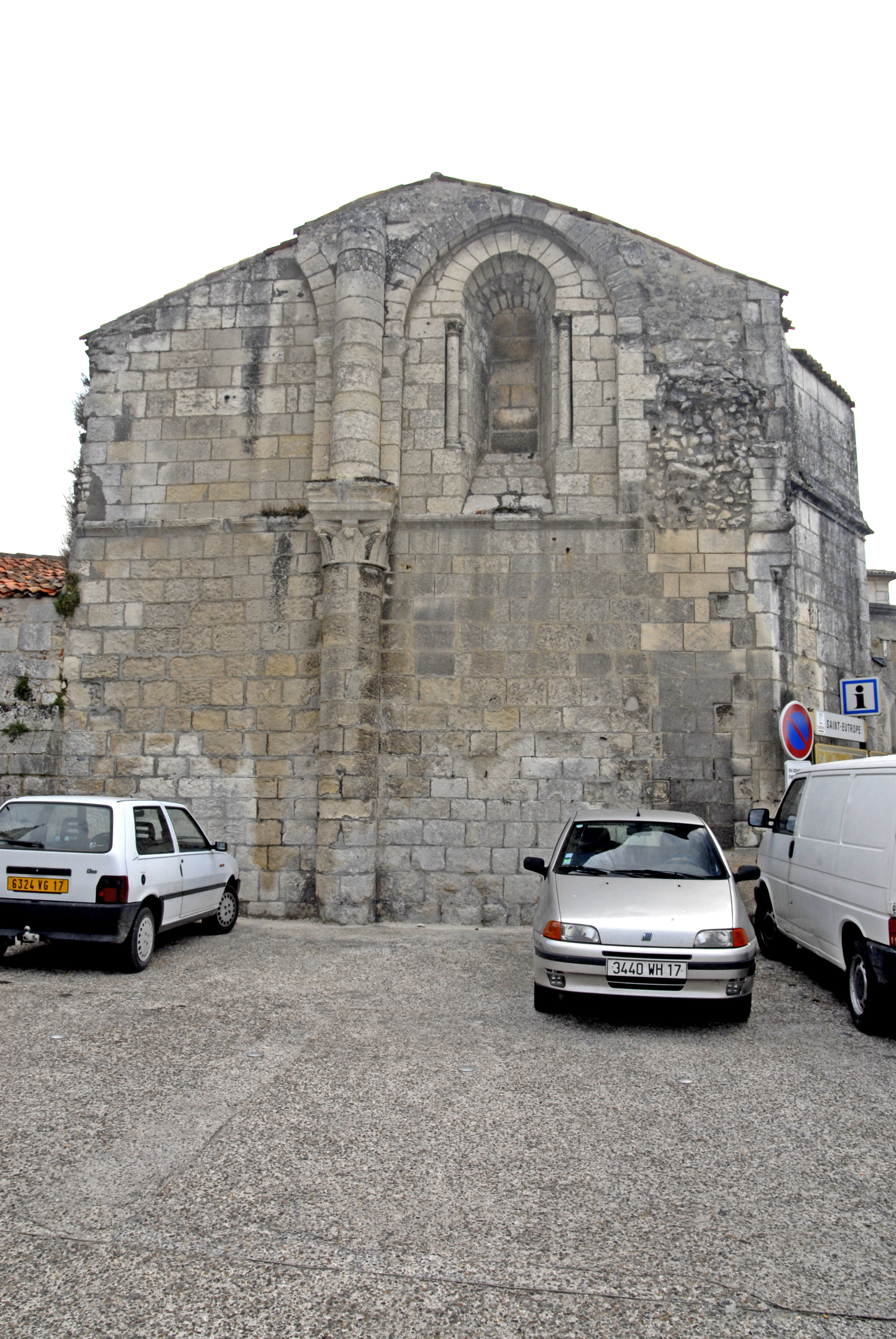
Rester av det gamla långhuset.

De idag kvarvarande resterna av den romanska kyrkan når man genom portalen i den moderna fasaden över västra tvärskeppsväggen. Kupolen i korset bärs upp av lätta spetsbågar till samma höjd som intilliggande skepp. På västra väggen är den tidigare bågen markerad genom en arkadliknande förskjutning. På den här väggen är de två bågarna bevarade endast i små fragment. De båda östra korsbågarna finns kvar i sitt ursprungliga skick. De har en korsformad avlång kärna, på vars fyra armar sitter halvrunda "gamla" halvrunda stenar. De kröns av kapitälband med samma ytterkontur, som har försetts med en utskjutande kantig impost.

## Övre kyrkan
I sin nuvarande utformning består övre kyrkan av två grenar tvärskepp och en djup absid som numera används som huvudskepp. Det senare består av fyra raka valv täckta med en brutet tunnvalv, med sidoliggande halvbågetunnvalv, och förlängt med ett axiellt kapell som används som kor i liturgin. Det består av en travé och en femsidig avslutning med ribbvalv. Två romanska sidokapell ligger på var sin sida av kapellets axel. Långhuset förstärks genom pilastrar som vilar på konsolerna.
Basilikans totala längd är 42 meter och takhöjden 10 meter, vilket i sig var en bedrift för den tiden. Höjden under kupolen i tvärskeppets kors är 14 meter.
Till de framträdande delarna i kyrkan räknas särskilt pelarkapitälen, som är verk av en andra konstnärsateljé som fortsatte arbeten som hade påbörjats några decennier tidigare.

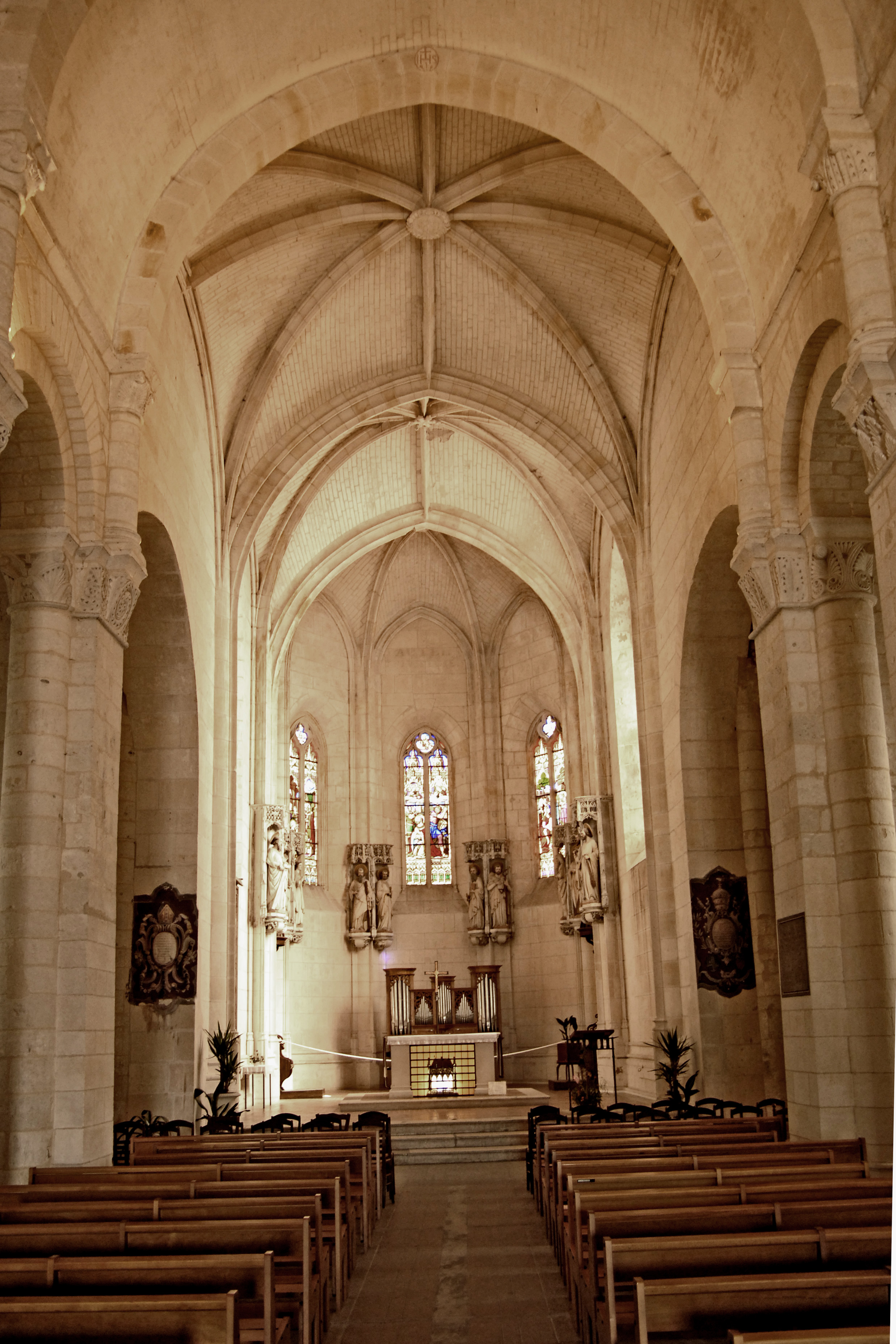
Koret i övre kyrkan
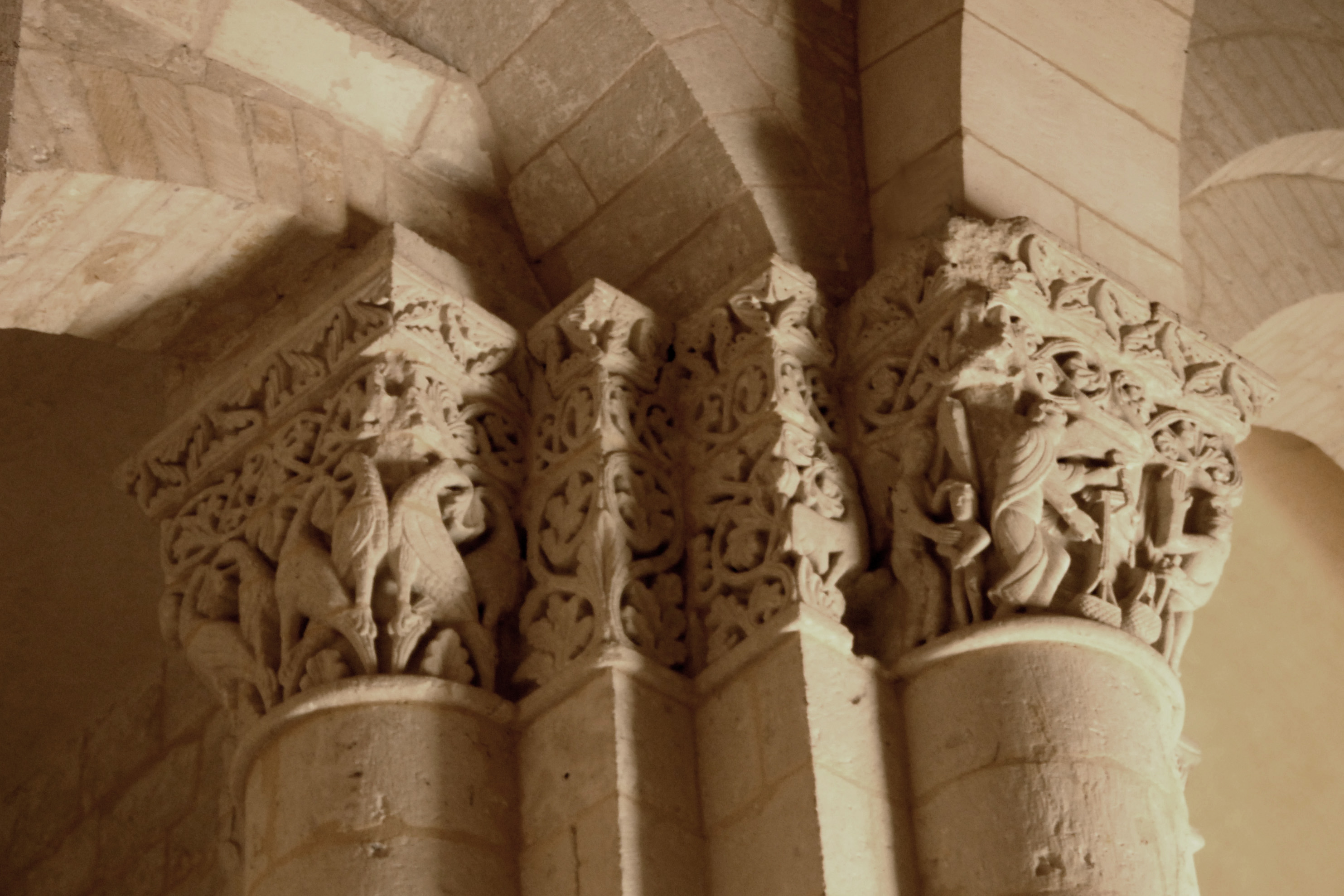
Kapitäl, "Vägning av själarna" (La pesée des âmes)
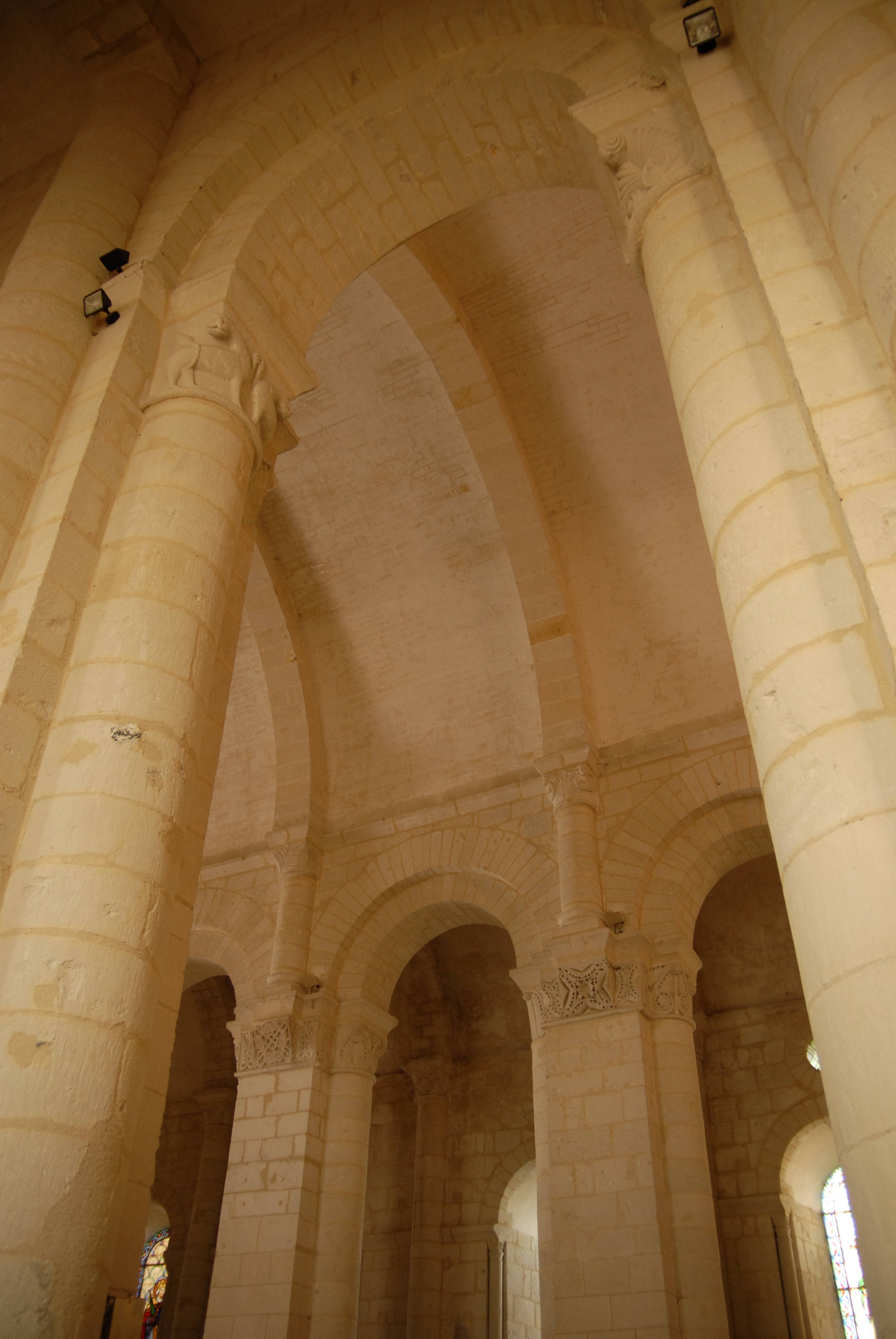
Valvet i långhuset, vy från södra gången
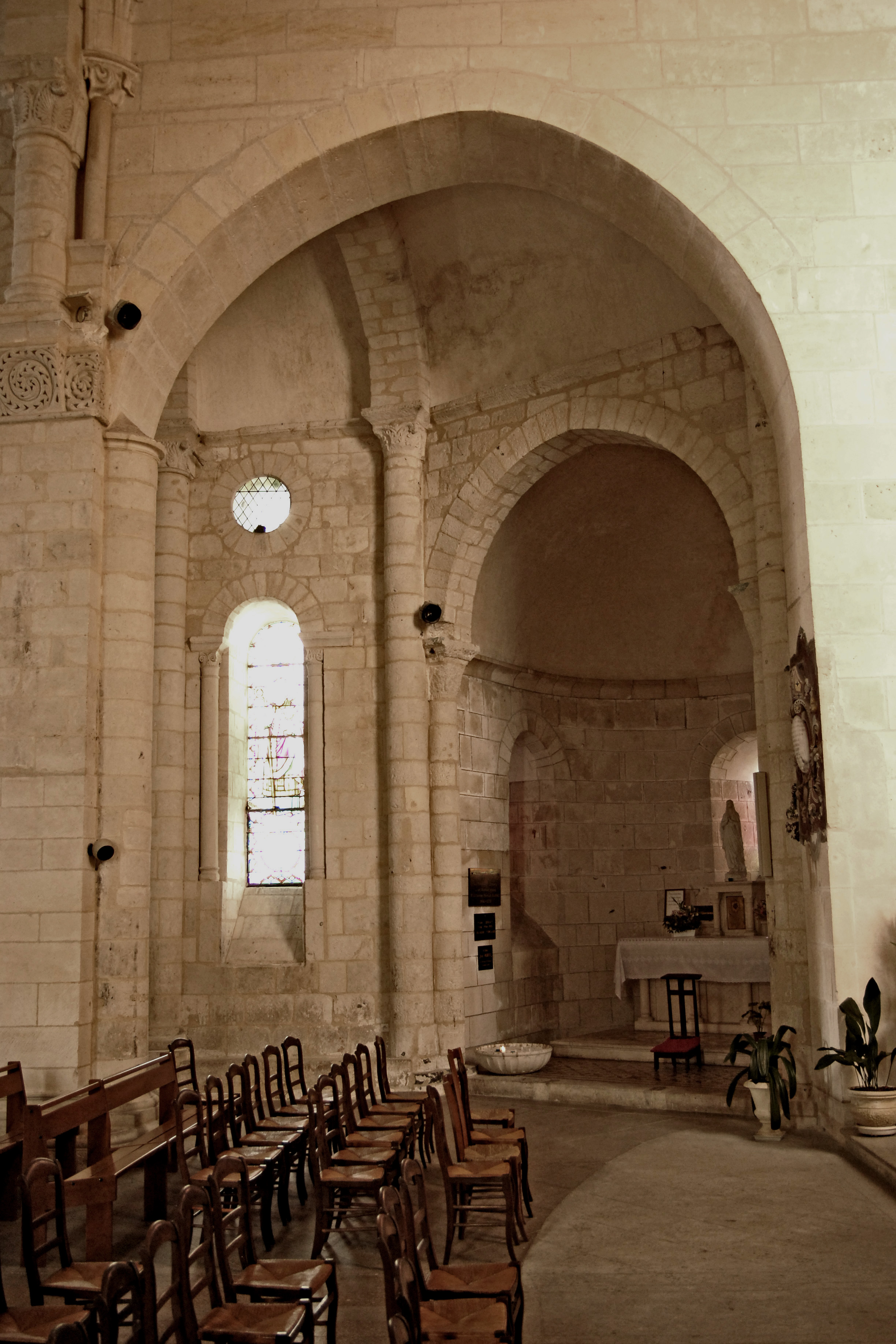
Absiden på norra sidan
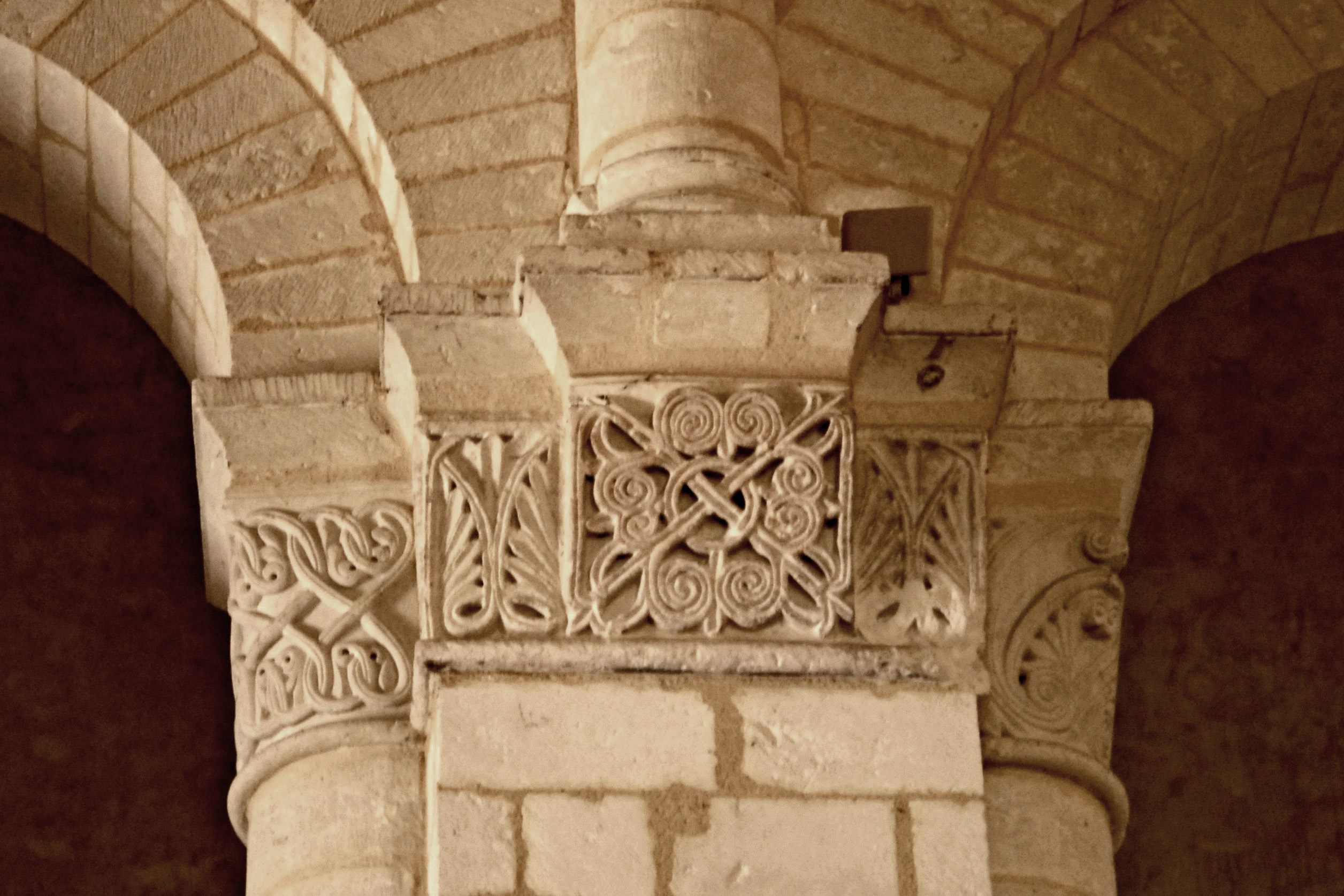
Kapitäl, dekorerat med geometriska mönster

## Kryptan

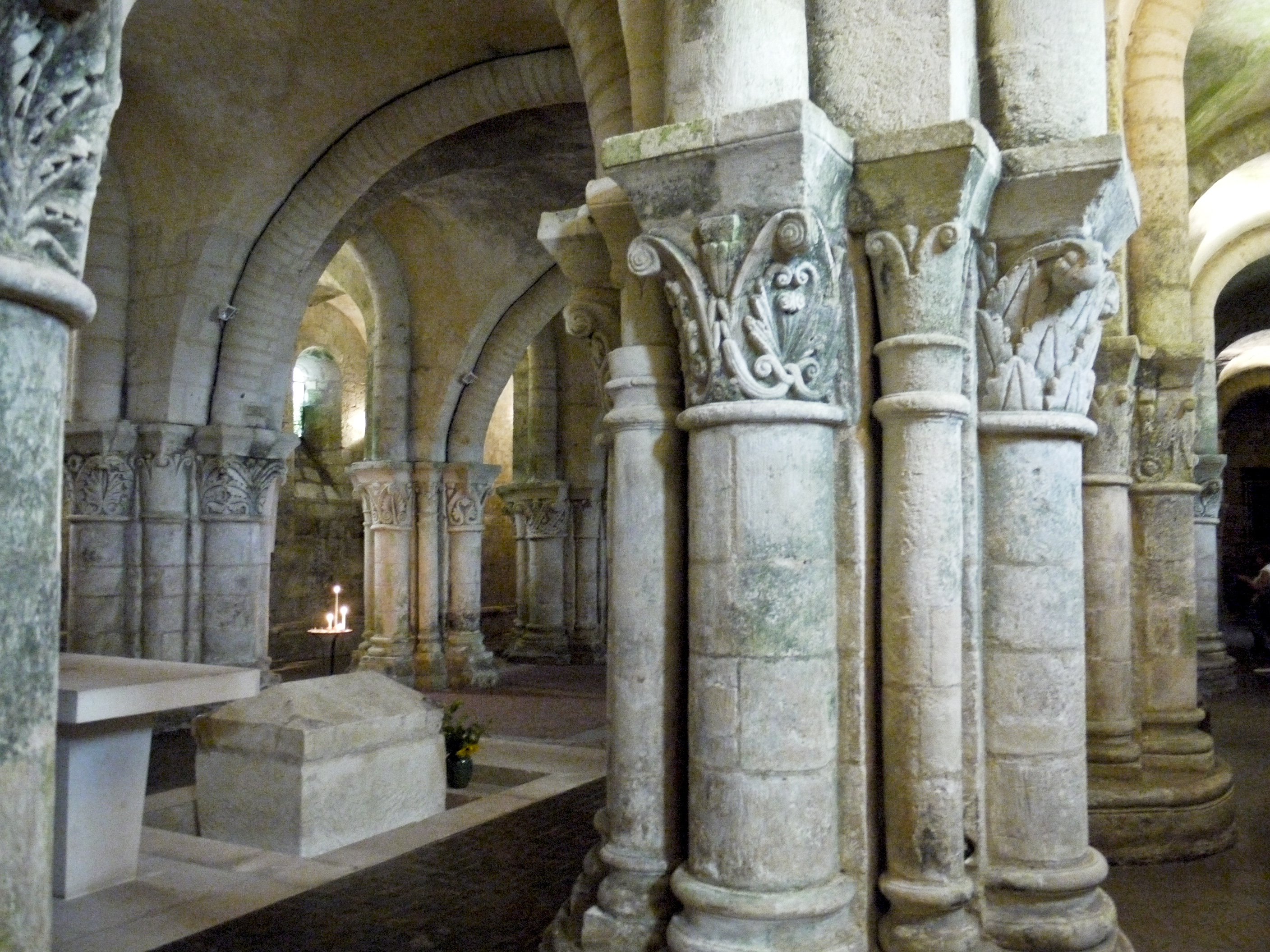
Kryptan med sarkofagen

Dimensionerna av kryptan gör den till en av de största romanska kryptorna i Europa. Den totala längden är 35 meter och takhöjden 5 meter. En trappa sammanband kryptan med kyrkan via ett gemensamt skepp, en unik utformning som brutits genom förstörelsen av det senare 1803.
En kampanj för att återställa kryptan stod färdig i början av nittonhundratalet.
I centrum av kryptan står en enkel kenotaf till minne av helgonet St Eutropius.
Kvaliteten på skulpturerna i kapitälbanden på kryptans pelare kan räknas till denna regions bästa.

## Fotnoter och källor
- Thorsten Droste: DuMont Kunst Reiseführer, Poitou, Westfrankreich zwischen Poitiers und Angoulême – die Atlantikküste von der Loire bis zur Gironde. DuMont Buchverlag, Köln, 1. Auflage 1999, ISBN 3-7701-4456-2
- WHC Nomination Documentation (PDF, 93 MB!), Bewerbungsunterlagen für die Ernennung zum Welterbe, hier: Abschnitt "Saintes, Eglise Sainte-Eutrope"

1. ↑  Saint-Eutrope et son prieuré, av Louis Audiat, 1875
2. ↑  i L'église Saint-Eutrope telle qu'elle était, av Charles Dangibeaud, 1905
3. ↑  i Dossier inventaire général SPADEM de Saint-Eutrope de Saintes, 1997

## Webblänkar
Bilder:
- https://web.archive.org/web/20110116063102/http://chapiteaux.free.fr/Diapo_EUTROPEhaute.html
- https://web.archive.org/web/20160304033100/http://route-romane.net/default.php?gzev=im_bk_391_3067

Bilder / fransk text:
- http://architecture.relig.free.fr/jalbum/saintes_eutrope/
- https://web.archive.org/web/20111031114954/http://www.bernezac.com/Saintes_eglise_saint_eutrope.htm
- Wikimedia Commons har media som rör Basilique Saint-Eutrope.